# Sierra de Neiba
De Sierra de Neiba is een bergketen en nationaal park in het westen van de Dominicaanse Republiek. Uitlopers in Haïti van deze keten zijn de Chaîne des Matheux en de Montagnes du Trou d'Eau. Het gebergte heeft een driehoekige vorm. Vanaf de Haïtiaanse grens is de Sierra de Neiba 100 kilometer lang, tot aan de rivier Yaque del Sur. De hoogte loopt op tot 2279 meter.
In het zuiden van de Sierra de Neiba bevindt zich een geologische breuklijn. Hierdoor wordt het gebergte door steile hellingen gescheiden van de Hoya de Enriquillo. Ten zuiden daarvan ligt de Sierra de Martín García. Dit was vroeger een deel van de Sierra de Neiba, maar is daarvan gescheiden door geologische activiteit van de breuklijn.
De Sierra de Neiba is deels ontbost, maar er zijn wat stukken nevelwoud en kalksteenwoud te vinden.

## Geografie
De Sierra de Neiba heeft een karst-geologie waardoor de loop van de rivieren makkelijk verandert. De belangrijkste watervoerende lagen zijn ondergronds; de stroomrichting is zuidelijk, naar de Hoya del Lago Enriquillo. Op de noordelijke helling stromen de rivieren permanent met nadruk op de Macasía-rivier, die gevoed wordt door de zijrivieren Caña, Vallejuelo en Soñador in het westen. In buurland Haïti loopt de Sierra de Neiba door in de Montagnes du Trou d'Eau en de Chaîne des Matheux met vergelijkbare structuren.

## Geschiedenis
In de Sierra de Neiba bevinden zich grotten met rotstekeningen van gezichten, gemaakt door de Tainos.
Het gebied van de Sierra de Neiba werd op 30 september 1995, bij presidentieel decreet nr. 221, uitgeroepen tot nationaal park. Men wilde de grote en rijke bossen, wilde dieren en de natuurlijke boven- en ondergrondse rivieren onaangetast houden, omdat de meer dan honderd beken, kreken en zijrivieren de rivieren Artibonite, San Juan en Yaque del Sur en de Hoya de Enriquillo voeden.

## Flora en fauna
Een van de kenmerken is de moeilijke bereikbaarheid als gevolg van terrassen en zwakke bodem. Het heeft het grootste nevelwoud van de Antillen en het Caribische gebied en de hardhoutbossen op grotere hoogte.
Het wetenschappelijk belang is van onschatbare waarde voor de natuurlijke historie van de vele soorten nog niet geïdentificeerde flora en fauna. Onder deze grote diversiteit van leven bevinden bijzondere soorten, zoals twee ratten (Eleutherodactylus notidodes en E. parabates) en een hagedis (Anolis placidus) die hier inheems zijn. In het nationale park zijn droge bossen, regenwouden en de grootste mahoniereserves in het land.